# Фридрих VI Шенк фон Лимпург
Фридрих VI (VII) Шенк фон Лимпург (на немски: Friedrich VI (VII) Schenk von Limpurg; * 6 август 1536; † 29 януари 1596) е наследствен имперски шенк на Лимпург, господар в замък Шпекфелд над Маркт Айнерсхайм в Бавария и в Оберзонтхайм в Баден-Вюртемберг.

## Произход
Той е син на Еразмус I Шенк фон Лимпург (1502 -1553) и съпругата му графиня Анна фон Лодрон († 12 ноември 1556), вдовица на Георг I фон Фрундсберг (Фрайберг), господар на Минделхайм (* 24 септември 1473; † 20 август 1528), дъщеря на граф Паул Ото Антонио 'Парис III' фон Лодрон († пр. 1532) и Анна Мария Брембати (* ок. 1470).
Баща му, след дълги конфликти, продава замък Лимпург през 1541 г. на близкия имперски град Швебиш Хал и строи новата си резиденция дворец в Оберзонтхайм. Фридрих завършва двореца през 1593 г.
Фридрих VI Шенк фон Лимпург умира на 29 януари 1596 г. на 59 години и е погребан в Оберзонтхайм.

## Фамилия
Първи брак: на 13 февруари 1558 г. с графиня Маргарета фон Ербах (* 14 август 1539; † 27 юни 1564), дъщеря на граф Еберхард XII фон Ербах (1511 – 1564) и вилд и райнграфиня Маргарета фон Даун (1521 – 1576). Маргарета фон Ербах умира на 27 юни 1564 г. на 24 години и е погребана в Михелщат. Те имат 4 деца:
- Мария фон Лимпург (* 2 февруари 1559; † 7 октомври 1634), омъжена за Филип фон Йотинген-Йотинген (* 11 март 1569; † 3 февруари 1627), син на граф Лудвиг XVI фон Йотинген-Йотинген

- Еберхард I Шенк фон Лимпург (* 3 октомври 1560; † 26 февруари 1622), шенк на Лимбург, господар на Шпекфелд, женен за графиня Катарина фон Ханау-Лихтенберг (* 30 януари 1568; † 6 август 1636), дъщеря на граф Филип V фон Ханау-Лихтенберг
- Агата фон Лимпург (* 17ноември 1561; † 6 август 1623), омъжена I. на 19 юли 1586 г. за граф Филип V фон Ханау-Лихтенберг (* 21 февруари 1541; † 2 юни 1599), II. на 2 ноември 1605 г. за граф Рудолф IV фон Зулц, ландграф на Клетгау, господар на Блуменег (* 13 февруари 1559; † 5 май 1620)
- Георг Шенк фон Лимпург (* 23 май 1564; † 1 януари 1628), шенк на Лимпург, женен на 22 май 1597 г. в Рудолщат за графиня Катарина фон Лайнинген-Вестербург (* 1 януари 1564; † 21 януари 1630), дъщеря на граф Райнхард II фон Лайнинген-Вестербург, няма деца

Втори брак: на 27 април 1567 г. с шенка Агнес фон Лимпург-Гайлдорф (* 21 ноември 1542; † 6 октомври 1606), дъщеря на Вилхелм III Шенк фон Лимпург (1498 – 1552) и Анна дела Скала/фон дер Лайтер († сл. 1545). Те имат 13 деца:
- Вилхелм Шенк фон Лимпург-Шпекфелд (* 10 юни 1568; † 14 февруари 1633), главен фогт на Гьопинген, женен на 6 декември 1606 г. за Доротея Ройс фон Плауен (* 28 октомври 1570; † 2 декември 1631)
- Маргарета фон Лимпург-Шпекфелд (* 17 юни 1569; † 25 май 1610, Оберзонтхайм)
- Конрад Шенк фон Лимпург-Шпекфелд (* 4 септември 1570; † 10 октомври 1634), женен за Регина фон Полхайм-Вартенберг (* 1589; † 17 септември 1635)
- Елизабета фон Лимпург (* 6 октомври 1571; † 12 август 1640, Нюрнберг), омъжена на 22 август 1598 г. за фрайхер Йохан Адам фон Волфщайн (* 10 септември 1573; † 2 ноември 1617)
- Хайнрих II Шенк фон Лимпург (* 23 януари 1573, Оберзонтхайм; † 13 май 1637), фрайхер на Лимпург-Зонтхайм, женен на 3 март 1606 г. в Ербах за Елизабет фон Ербах (* 30 юли 1578; † 14 март 1645)
- Марта фон Лимпург (* 23 април 1574; † 22 декември 1633/1634)
- Фридрих VII фон Лимпург (* 22 юли 1575; † 1613)
- Еразмус II фон Лимпург (* 11 август 1576, Амберг; † 29 май/октомври 1653)
- Елизабет фон Лимпург-Шпекфелд (* 30 август 1578, Хайделберг; † 11 януари/юни 1632), омъжена I. на 11 януари 1597 г. за граф Еберхард фон Тюбинген-Лихтенек († 12 септември 1608), II. на 5 август 1623 г. за Якоб фон Хоенгеролдсек (* 21 юли 1565; † 26 юли 1634)
- Анна Мария Фридерика фон Лимпург-Оберзонтхайм (* 27 юни 1580, Хайделберг; † 12 август 1632, Зомерсхаузен), омъжена на 16 септември 1599 г. в Оберзонтхайм за граф Готфрид фон Кастел-Рюденхаузен (* 16 януари 1577; † 6 август 1635)
- Кристина фон Лимпург-Шпекфелд (* 18 юли 1582, Хайделберг; † 17 август 1605), омъжена за Йохан Еркингер фон Зайнсхайм (* 22 септември 1580; † 20 декември 1620)
- Агнес фон Лимпург (* 26 декември 1583, Хайделберг; † 27 април 1584)
- Катарина фон Лимпург (* 26 декември 1583, Хайделберг; † 11 октомври 1650)